# Stanisław Rydzoń
Stanisław Rydzoń (* 8. März 1950 in Brzezinka) ist ein polnischer Politiker (ZSL, PSL, SLD) und Rechtsanwalt. Er war von 2001 bis 2011 Abgeordneter des Sejm in der IV., V. und VI. Wahlperiode. 

## Leben und Beruf
Stanisław Rydzoń beendete 1972 sein Jura-Studium an der Fakultät für Rechtswissenschaften und Verwaltung an der Jagiellonen-Universität in Krakau. Er arbeitete von 1979 bis 1989 als Leiter der Handwerkskammer in Oświęcim. Danach praktizierte er als Rechtsanwalt. 

## Politik
Von 1984 bis 1988 war er für die Blockpartei Zjednoczone Stronnictwo Ludowe (ZSL) Abgeordneter des Volksrats in der Woiwodschaft Bielsko-Biała. Als sich die ZSL während der polnischen Wende mit kleineren Neugründungen vereinigte, wurde er Mitglied der daraus entstehenden Polskie Stronnictwo Ludowe (PSL). Für die PSL war er von 1994 bis 1998 Vorsitzender des Stadtrats von Oświęcim, danach war er bis 2001 Kreisrat im Powiat Oświęcimski. Bei der Parlamentswahl 1997 kandidierte er erfolglos für die PSL.
Später trat er dem Sojusz Lewicy Demokratycznej (SLD) bei, für den er in Landes- und Regionalgremien sitzt. Bei den Parlamentswahlen 2001 und 2005 wurde er zum jeweils Mal über die Liste des SLD für den Wahlkreis Chrzanów zum Abgeordneten des Sejm gewählt. Von 2004 bis 2005 war er Mitglied des Untersuchungsausschusses zur Aufklärung der Rywin-Affäre. Bei den Parlamentswahlen 2007 errang er mit 11.110 Stimmen über die Liste der Linke und Demokraten (LiD) erneut ein Abgeordnetenmandat. Er war Mitglied der Sejm-Kommissionen für Justiz sowie Gesetzgebung. Seit dem 22. April 2008 war er Mitglied der neu gegründeten Fraktion Lewica, die sich 2010 in SLD-Fraktion umbenannte. Bei der Parlamentswahl 2011 konnte er sein Mandat nicht verteidigen, da die SLD im Wahlkreis kein Mandat gewann. Auch bei den Selbstverwaltungswahlen 2014, bei denen er sich um ein Mandat im Sejmik der Woiwodschaft Kleinpolen bewarb, blieb er erfolglos. Auch bei der Parlamentswahl 2015 trat er an, das linke Wahlbündnis Zjednoczona Lewica, an dem sich die SLD beteiligt hatte, scheiterte jedoch mit 7,5 % der Stimmen an der für Wahlbündnisse geltenden 8-%-Hürde. Bei den Selbstverwaltungswahlen 2018 und 2024 kandidierte er jeweils ohne Erfolg für das Wahlkomitee „Porozumienie Samorzadowe Powiatu“.